# روسلان گلایف
روسلان ژرمانوویچ گلایف  ( روسی : Руслан Германович Гелаев ؛ چچنی : ГелаевгӀер Герман-воъ Руслан ، لاتین شده:  Gelaevher German-vo' Ruslan ؛ 16 آوریل 1964 - 28 فوریه 2004) یک فرمانده نظامی چچنی و چهره نظامی برجسته مقاومت چچن علیه روسیه بود. گلایف اگرچه چهره‌ای بحث‌برانگیز بود، اما معمولاً به عنوان یک جنگجوی بی‌رحم و مورد احترام شناخته می‌شد.  عملیات او بسیار فراتر از مرزهای چچن و حتی خارج از روسیه و تا گرجستان گسترش یافت ، او در سال ۲۰۰۴ در جریان رهبری حمله‌ای به جمهوری داغستان روسیه کشته شد.

## زندگینامه
وسلان گلایف در سال ۱۹۶۴ در روستای کومسومولسکویه (سعدی-کوتار) در نزدیکی اوروس-مارتان ، ۱۰ سال پس از بازگشت والدینش از تبعید چچنی‌ها به آسیای مرکزی توسط استالینیست‌ها، به دنیا آمد . او اهل ارتفاعات چچن، تیپ گوخوی بود. گلایف چندین سال در خارج از چچن در جمهوری سوسیالیستی فدراتیو شوروی روسیه زندگی کرد ، مشاغل مختلفی داشت و در مقطعی در ارتش شوروی خدمت کرد .

### درگیری گرجستان و آبخازیا
در سال‌های ۱۹۹۲-۱۹۹۳، گلایف در جنگ آبخازیا ، در کنار جدایی‌طلبانی که با دولت گرجستان می‌جنگیدند، جنگید. او به عنوان داوطلب برای شبه‌نظامیان کنفدراسیون مردمان کوهستانی قفقاز ، که توسط اطلاعات روسیه تأسیس شده بود، جنگید و تحت فرماندهی شامیل باسایف خدمت کرد . گلایف به همراه گردان چچنی در نبرد گاگرا شرکت کرد که نقطه عطفی در جنگ بود. 
پس از بازگشت به چچن، او به نیروهای رئیس جمهور جمهوری چچن ایچکریا ، جوهر دودایف ، پیوست و فرماندهی هنگ نیروهای ویژه بورز (به معنای "گرگ" در چچن ) متشکل از کهنه سربازان درگیری آبخازیا را بر عهده گرفت. در طول جنگ بعدی با روسیه، تیمور موتسورایف آهنگی را به این واحد با عنوان " اسپتسناز گلایف !" ( Гелаевский спецназ! ) اختصاص داد که در چچن محبوب شد. در سال‌های ۱۹۹۳-۱۹۹۴، این واحد در عملیات رزمی علیه نیروهای مخالف چچنی ضد دودایف به رهبری روسلان لابازانوف و بسلان گانتامیروف شرکت کرد که بعداً توسط عوامل عملیات مخفی روسیه و مزدورانی که توسط سرویس مخفی روسیه FSK از رده‌های ارتش روسیه استخدام شده بودند، یاری می‌شدند .

### جنگ اول چچن
گلایف در جنگ اول چچن در سال‌های 1994 تا 1996 علیه نیروهای فدرال روسیه جنگید ، به‌ویژه به عنوان فرمانده ارشد در نبرد گروزنی ، که به خاطر آن یکی از اولین کسانی شد که بالاترین مدال چچن، کیومان سای (افتخار ملت) را دریافت کرد. در اوایل سال 1995، او فرمانده جبهه جنوب غربی برای نیروهای جدایی‌طلب شد که وظیفه دفاع از منطقه دره آرگون را بر عهده داشت . روس‌ها به او لقب "فرشته سیاه" ( Чёрный ангел ) را دادند،  که برگرفته از علامت رادیویی او ، "فرشته" بود.
پس از سقوط گروزنی و پیشروی روسیه به ارتفاعات، گلایف شخصاً رهبری دفاع از روستای کوهستانی شاتوی را بر عهده گرفت ، جایی که چندین بار زخمی شد. سپس مومدی سعیدایف فرماندهی جبهه را بر عهده گرفت.  در طول این نبرد، در 27 مه 1995، گلایف اعلام کرد که اگر بمباران هوایی روستا ادامه یابد، هر روز تعدادی از افسران اسیر نیروی هوایی روسیه کشته خواهند شد و طبق گزارش گروه حقوق بشر روسی مموریال ، هشت اسیر جنگی روسی در حالی که گلایف این تهدید را عملی می‌کرد، اعدام شدند.  دوکا عمروف، رئیس جمهور بعدی ایچکریا (و بعدها رهبر خودخوانده امارت قفقاز ) ، در ابتدا به همراه احمد زاکایف تحت فرماندهی او خدمت می‌کردند ، قبل از اینکه آنجا را ترک کنند و واحدهای خود را تشکیل دهند.
در 16 آوریل 1996، گلایف و شبه‌نظامی پان‌اسلامیست عربستان سعودی ، ابن الخطاب، در کمین معروف شاتوی ، به یک کاروان بزرگ از خودروهای زرهی روسی حمله کرده و آن را نابود کردند و ده‌ها - یا احتمالاً صدها - سرباز فدرال را کشتند که تقریباً همه آنها در 15 دقیقه اول حمله کشته شدند،  و تلفات کمی از طرف خودی داشتند. پیش از این، در 6 مارس 1996، گلایف رهبری یک حمله غافلگیرانه به گروزنی را بر عهده داشت و بخش‌های بزرگی از شهر را به مدت دو روز تصرف کرد و خسارات جدی به نیروهای روسی وارد کرد، قبل از اینکه با بیش از 100 گروگان غیرنظامی آنجا را ترک کند.  این به عنوان تمرینی قبل از بازپس‌گیری شهر در نبرد گروزنی (اوت 1996) تلقی می‌شد ، عملیاتی که به رهبری باسایف انجام شد و گلایف نیز در آن شرکت داشت و به جنگ پایان داد.
پس از جنگ، گلایف در آوریل 1997 به عنوان معاون نخست وزیر در دولت رئیس جمهور جدید چچن ، اصلان مسخدوف، منصوب شد. او به حج رفت و نام حمزات را برای خود برگزید.  سال بعد، در ژانویه 1998، او به عنوان وزیر دفاع چچن منصوب شد ، سمتی که عمدتاً جنبه افتخاری داشت  و تا ژوئیه 1999 که ماگومد خامبیف جایگزین او شد، این سمت را بر عهده داشت. گلایف اولین معاون وزیر دفاع و مسئول نیروهای امنیتی، از جمله فرماندهی شخصی گارد شریعت، شد. با این حال، گلایف ارتباطات خود را با مسخدوف و رقبایش، به ویژه با زلیخان یانداربیف و سلمان رادویف ، حفظ کرد .

### جنگ دوم چچن
در آغاز جنگ دوم چچن در اواخر سال 1999، گلایف فرماندهی نیرویی متشکل از حدود 1500 جنگجو را در محاصره گروزنی بر عهده داشت که وظیفه دفاع از بخش جنوب غربی شهر را بر عهده داشتند. با این حال، او و بیشتر افرادش در ژانویه 2000 بدون دستور، شهر را ترک کردند که این امر شهر را در معرض حمله قرار داد.  پس از عقب‌نشینی غیرمجاز گلایف از گروزنی، مسخدوف او را از درجه سرتیپ به درجه سربازی تنزل داد و تمام نشان‌های نظامی او را سلب کرد.
در فوریه-مارس 2000، نیروهای گلایف هنگام عقب‌نشینی از گروزنی به کوه‌های جنوب چچن، متحمل خسارات سنگینی شدند. در آنجا متوجه شدند که پایگاه‌های کوهستانی آنها توسط هواپیماهای روسی ویران شده و آنها را در گرسنگی، سرما و کمبود مهمات رها کرده است.  در آن زمان، آربی بارایف، جنگ‌سالار بدنام چچنی ، با گلایف تماس گرفت و به او قول کمک و انتقال به منطقه‌ای امن را داد. هنگامی که نیروهای گلایف به محل ملاقات مشخص شده رسیدند، جایی که قرار بود اتوبوس‌ها منتظر تخلیه زخمی‌هایشان باشند،  توسط تعداد زیادی از نیروهای روسی مورد حمله قرار گرفتند. آنها به روستای زادگاه گلایف، کومسومولسکویه (سعدی-کوتار)، عقب‌نشینی کردند. در آنجا، حدود هزار یا بیشتر از شورشیان به دام افتادند و روستا برای هفته‌ها توسط نیروهای فدرال در نبرد کومسومولسکویه ، یکی از خونین‌ترین نبردهای جنگ، که با کشته شدن صدها جنگجو و غیرنظامی چچنی به همراه بیش از 50 سرباز دولتی (طبق آمار روسی) پایان یافت، مورد حمله قرار گرفت. گلایف فرار کرد، اما تنها با کسری از افرادش، و بسیاری از بازماندگان ناامید تصمیم به ترک جنگ گرفتند.  آنا پولیتکوفسکایا نوشت: «چطور می‌توانست به فکر بردن جنگ به خانه، به کومسومولسکوئه، باشد، در حالی که از قبل می‌دانست روستای زادگاهش نابود خواهد شد!» 
مدتی پس از این شکست خردکننده در کومسومولسکویه، دولت روسیه تلاش کرد با گلایف مذاکره کند، زیرا اعتقاد بر این بود که او با دیگر فرماندهان چچنی (به ویژه با بارایف، که گلایف پس از خیانت آشکار بارایف به او در کومسومولسکویه، جنگ شخصی کوتاهی با او داشت) در تضاد است. در نوامبر 2000، یک فرستاده کرملین تأیید کرد که مقامات فدرال روسیه در حال مذاکره با گلایف هستند، اما این اطلاعات بعداً رد شد.  در سال 2002، احمد قدیروف، رهبر دولت چچن طرفدار مسکو، به پولیتکوفسکایا گفت که چندین بار فرستاده‌های خود را برای مذاکره با گلایف فرستاده است.  در سال 2003، گلایف علناً ادعاهای قدیروف را به عنوان "دروغ‌های آشکار" از یک "خائن نفرت‌انگیز" محکوم کرد.  به گزارش ایندیپندنت ، مذاکرات محرمانه ادعایی گلایف با قدیروف «در اوایل سال 2001، زمانی که مسکو از تضمین امنیت گلایف در صورت زمین گذاشتن سلاح‌هایش خودداری کرد، به هم خورد» و همچنین شایعاتی مبنی بر همکاری مخفیانه قبلی بین گلایف و روس‌ها، از جمله شرایط خروج او از گروزنی و فرارش از کومسومولسکویه، وجود داشت.  در سال 2002، مقاله‌ای انتقادی در مسکو تایمز او را «شورشی که برای نجات روسیه می‌تازد» نامید. 
در سال ۲۰۰۱، گلایف تصمیم گرفت نیروهای خود را در دره دورافتاده پانکیسی در آن سوی مرز گرجستان بازسازی کند . در آنجا، گلایف نیروی مسلح قابل توجهی را از صدها پناهنده چچنی، کیست‌های محلی (چچنی‌های گرجی) و داوطلبان اینگوش و داغستانی، و همچنین ده‌ها مجاهد بین‌المللی که به آنجا سفر کرده بودند (عمدتاً آذری، ترک و عرب) تشکیل داده بود. در اوت ۲۰۰۱، گلایف نقش مهمی در آزادی سوتلانا کوزمینا، فعال حقوق بشر روس، که بیش از دو سال در اسارت چچن بود، ایفا کرد. گلایف بنا به درخواست لوئیزا اسلامووا، همسر دوست و فرمانده شورشی‌اش لچی اسلامووا، که در زندان لفورتوو مسکو در انتظار محاکمه بود، عمل کرد (اسلامووا در آنجا درگذشت، ظاهراً مسموم شده بود.  ) اسلامووا ویاچسلاو ایزمایلوف، افسر سابق نظامی فدرال که روزنامه‌نگار نوایا گازتا شد، را ردیابی کرده بود و پیشنهاد داده بود که اگر ایزمایلوف به او در تلاش برای آزادی شوهرش در دادگاه کمک کند، شورشیان را متقاعد به آزادی گروگان‌ها کند. گلایف یادداشتی نوشت و به اسیرکنندگان کوزمینا هشدار داد که اگر این زن را آزاد نکنند، به دشمنان خونی او تبدیل خواهند شد.  در همین حال، مقامات گرجستانی متهم به مذاکره برای معامله‌ای برای تأمین و تسلیح نیروی گلایف در ازای رهبری حمله گلایف به نمایندگی از گرجستان به دره مورد مناقشه کودوری در آبخازیا ( بحران کودوری در اکتبر 2001 ) شدند. گلایف، علیرغم شکست این سوءقصد که طی آن حداقل 40 نفر کشته شدند (از جمله پنج ناظر سازمان ملل در یک هلیکوپتر سرنگون شده)، مورد تحسین سیاستمداران ارشد گرجستان قرار گرفت. ادوارد شواردنادزه ، رئیس جمهور گرجستان، در پاسخ به اتهامات روسیه، علناً اعلام کرد که هیچ مدرکی دال بر تروریست بودن گلایف ندیده است و او را «فردی تحصیل‌کرده» توصیف کرد. 
گلایف از پایگاه‌های خود در پانکیسی، مجموعه‌ای از حملات ضربتی و فرار به داخل روسیه را سازماندهی کرد. او به دلیل جلوگیری از درگیری با دیگر چچنی‌هایی که در نیروهای طرفدار مسکو خدمت می‌کردند و همچنین به دلیل روابط تیره‌اش با مسخدوف و باسایف، هیچ حمله گسترده‌ای به چچن انجام نداد. با این حال، بیش از ۱۰۰ جنگجوی چچنی در سال ۲۰۰۲ گروه او را ترک کردند و تحت فرماندهی عمروف به چچن بازگشتند. بسیاری از جنگجویان داغستانی و کاباردی نیز از گلایف جدا شدند و به جمهوری‌های خود، داغستان و کاباردینو-بالکاریا ، بازگشتند و شورش‌های محلی را در آنجا آغاز کردند. در سپتامبر ۲۰۰۲، گلایف شخصاً حمله‌ای را به جمهوری اینگوشتیا روسیه رهبری کرد و روستاهای تارسکویه و گالاشکی را تصرف کرد ، اما جنگجویان او محاصره شدند، خسارات زیادی متحمل شدند و پراکنده شدند. طبق گفته روسیه، 30 تا 40 جنگجوی چچنی در تیراندازی‌ها و حملات هوایی کشته و پنج نفر اسیر شدند (اگرچه منابع چچنی گفتند که هفت جنگجو کشته و پنج نفر مفقود شده‌اند).  همچنین گزارش شده است که 17 نظامی روس نیز کشته شده‌اند.  در میان کشته‌شدگان، رادی اسکات ، خبرنگار آزاد بریتانیایی که با شورشیان سفر کرده بود و ظاهراً هنگام تلاش برای تسلیم شدن توسط یک تک تیرانداز روسی مورد اصابت گلوله قرار گرفت، نیز حضور داشت.  خود گلایف نیز به شدت مجروح شد و مدتی از کار افتاد. او در مصاحبه‌ای در اکتبر 2002 گفت که "تا زمانی که نه تنها کشور ما، بلکه تمام ملت‌های قفقاز از عقاب دو سر [روسیه] آزاد نشوند، به مبارزه ادامه خواهد داد."

### مرگ
در زمستان ۲۰۰۳-۲۰۰۴، گلایف رهبری حمله‌ای از گرجستان به منطقه کوهستانی ناحیه تسونتینسکی جمهوری داغستان روسیه را بر عهده داشت که طی آن، ۲۰ تا ۳۰ نفر از جنگجویانش (چچنی و داغستانی، از جمله خوز-احمد نوخایف ) و ۱۵ سرباز روسی در درگیری‌ها و حوادث رانش زمین کشته شدند، در حالی که پنج شورشی نیز دستگیر شدند. طبق روایت رسمی، گلایف در ۲۸ فوریه ۲۰۰۴، پس از درگیری با یک گشت دو نفره از سرویس گارد مرزی روسیه که هنگام تلاش برای عبور از مرز به گرجستان به تنهایی با آن مواجه شده بود، درگذشت. گلایف هر دو نگهبان (گروهبان یکم مختار سلیمانوف و گروهبان عبدالخالق قربانوف، هر دو اهل داغستان که پس از مرگشان عنوان قهرمان فدراسیون روسیه را دریافت کردند ) را به ضرب گلوله کشت، اما خود او نیز اندکی پس از آن در اثر جراحت شدیدی که در جریان تیراندازی متحمل شد، درگذشت. این جراحت ناشی از ترکیدن تفنگ در بازوی چپش بود.  پس از حدود 100 متر پیاده‌روی، گلایف دست آسیب‌دیده خود را قطع کرد،  اما بر اثر خونریزی درگذشت.
با این حال، طبق روایت مرکز قفقاز ، گلایف علیه گروه بزرگتری از نیروهای روسی جنگید و پس از آنکه بازویش توسط آتش مسلسل سنگین از یک هلیکوپتر از کار افتاد، کشته شد. در سال ۲۰۱۳، سرهنگ بازنشسته الکساندر موسینکو از نیروهای ویژه روسیه (GRU ) ادعا کرد که او سوار بر هلیکوپتری بوده که گلایف و یک جنگجوی چچنی دیگر را در اثر تیراندازی و بهمن ناشی از موشک‌ها در ۲۸ دسامبر ۲۰۰۳ کشته است، اما جسد گلایف تنها پس از بیرون کشیدن از برف در فوریه ۲۰۰۴ شناسایی شد. به گفته موسینکو، ۲۰ جنگجوی چچنی کشته و ۹ نفر اسیر شدند و ۹ کماندوی GRU ویژه روسیه تحت فرماندهی او در این نبرد جان باختند و داستان رسمی مرگ گلایف پس از درگیری با مرزبانان کاملاً ساختگی است. [ نیازمند منبع ] مرگ احتمالی گلایف در درگیری مسلحانه‌ای که «در ماه دسامبر منجر به کشته شدن نه سرباز روسی شد» در آن زمان رسماً گزارش شد، اما بعداً پس از اعلام نسخه جدید در 2 مارس 2004، این خبر تکذیب و نادرست فرض شد. 
جسد توسط سرویس امنیت فدرال روسیه (FSB) شناسایی شد ،  اما به دلیل اینکه گلایف توسط مقامات روسی به عنوان تروریست طبقه‌بندی شده بود، به بستگانش تحویل داده نشد. خانواده او از آن زمان تاکنون برای آزادسازی بقایای جسد یا افشای آنچه بر سر جسد آمده، از جمله تلاش برای بازخرید آن، کمپین‌هایی را آغاز کرده‌اند. 

## خانواده
پسر بزرگ گلایف، رستم، در سال 1988 در اومسک ، روسیه، جایی که پدرش در دهه 1980 در آنجا زندگی می‌کرد، متولد شد و در آنجا با یک زن روس تبار محلی به نام لاریسا گوبکینا ازدواج کرد. رستم پس از گذراندن بیشتر عمر خود در خارج از چچن، در روسیه، برای تحصیل اسلام به بلژیک و سپس به مصر نقل مکان کرد، پیش از آنکه گفته شود به جنگ داخلی سوریه پیوسته تا در کنار شورشیان سوری بجنگد (طبق گفته منابع طرفدار قیام، مانند مرکز قفقاز ). حدود 12 آگوست 2012، رستم گلایف 24 ساله طبق گزارش‌ها در جریان نبرد حلب در اثر حمله توپخانه‌ای کشته شد . جسد او به چچن منتقل شد و در 17 آگوست در آنجا به خاک سپرده شد.  با این حال، کومرسانت به نقل از یکی از بستگان گلایف نوشت که رستم فقط در سوریه مشغول تحصیل بوده و در راه فرار از جنگ به ترکیه کشته شده است. 